# Goldene Himbeere/Schlechtestes Drehbuch
Die Goldene Himbeere für das schlechteste Drehbuch wird seit 1981 jährlich vergeben. Dabei bezieht sie sich auf die Leistungen des vergangenen Jahres. So wurde beispielsweise der Preis des Jahres 2006 am 24. Februar 2007 verliehen.

## Schlechtestes Drehbuch 1981 bis 1989

### 1981
- Supersound und flotte Sprüche (Can't Stop The Music) von Allan Carr, Bronte Woodard

Außerdem nominiert:
- Jahreszeiten einer Ehe (OT: A Change Of Seasons) von Ronni Kern, Erich Segal, Fred Segal
- Cruising (OT: Cruising) von William Friedkin
- Die Formel (OT: The Formula) von Steve Shagan
- It’s My Turn – Ich nenn’es Liebe (OT: It’s My Turn) von Eleanor Bergstein
- Middle Age Crazy, Alternativtitel Midlife-Krise und Der verrückte zweite Frühling (OT: Middle Age Crazy) von Carl Kleinschmidt
- Hebt die Titanic (OT: Raise The Titanic) von Eric Hughes, Adam Kennedy
- Touched by Love (OT: Touched by Love) von Hesper Anderson
- L ist nicht nur Liebe (OT: Windows) von Barry Siegel
- Xanadu (OT: Xanadu) von Richard C. Danus, Marc C. Rubel

### 1982
- Meine liebe Rabenmutter (OT: Mommie Dearest) von Robert Getchell, Tracy Hotchner, Frank Perry, Frank Yablans

Außerdem nominiert:
- Endlose Liebe (OT: Endless Love) von Judith Rascoe
- Heaven’s Gate – Das Tor zum Himmel (OT: Heaven’s Gate) von Michael Cimino
- S.O.B. – Hollywoods letzter Heuler (OT: S.O.B.) von Blake Edwards
- Tarzan – Herr des Urwalds, Alternativtitel Tarzan – Herr des Dschungels (OT: Tarzan The Ape Man) von Gary Goddard, Tom Rowe

### 1983
- Inchon! (OT: Inchon) von Laird Koenig, Robin Moore

Außerdem nominiert:
- Annie (OT: Annie) von Carol Sobieski
- Butterfly – Der blonde Schmetterling, Alternativtitel Der Richter von Nevada (OT: Butterfly) von Matt Cimber, John Goff
- Pirate Movie (OT: The Pirate Movie) von Trevor Farrant
- Geliebter Giorgio (OT: Yes, Giorgio) von Norman Steinberg

### 1984
- Karriere durch alle Betten (The Lonely Lady) von John Kershaw, Shawn Randall, Adaption von Ellen Shephard

Außerdem nominiert:
- Flashdance von Joe Eszterhas, Tom Hedley
- Herkules (Hercules) von Luigi Cozzi
- Der weiße Hai 3-D (Jaws 3-D) von Carl Gottlieb, Richard Matheson
- Zwei vom gleichen Schlag (Two of a Kind) von John Herzfeld

### 1985
- Ekstase (Bolero) von John Derek

Außerdem nominiert:
- Auf dem Highway ist wieder die Hölle los (Cannonball Run II) von Harvey Miller, Hal Needham, Albert S. Ruddy
- Der Senkrechtstarter (Rhinestone) von Phil Alden Robinson, Sylvester Stallone
- Sheena – Königin des Dschungels, (Sheena – Queen Of The Jungle) von David Newman, Lorenzo Semple, Jr.
- Beach Parties (Where The Boys Are '84) von Jeff Burkhart, Stu Krieger

### 1986
- Rambo II – Der Auftrag (Rambo: First Blood Part II) von James Cameron, Sylvester Stallone

Außerdem nominiert:
- Jackpot (Fever Pitch) von Richard Brooks
- Perfect von James Bridges, Aaron Latham
- Rocky IV – Der Kampf des Jahrhunderts (Rocky IV) von Sylvester Stallone
- Im Jahr des Drachen (Year Of The Dragon) von Michael Cimino, Oliver Stone

### 1987
- Howard – Ein tierischer Held (OT: Howard The Duck) von Willard Huyck, Gloria Katz

Außerdem nominiert:
- Die City-Cobra (OT: Cobra) von Sylvester Stallone
- 9½ Wochen (OT: 9 1/2 Weeks) von Sarah Kernochan, Zalman King, Patricia Knop
- Shanghai Surprise (OT: Shanghai Surprise) von Robert Bentley, John Kohn
- Under the Cherry Moon – Unter dem Kirschmond (OT: Under The Cherry Moon) von Becky Johnston

### 1988
- Leonard 6, Alternativtitel Cosby – Die Superkanone (OT: Leonard – Part 6) von Jonathan Reynolds

Außerdem nominiert:
- Ishtar (OT: Ishtar) von Elaine May
- Der weiße Hai – Die Abrechnung (OT: Jaws – The Revenge) von Michael deGuzma
- Harte Männer tanzen nicht (OT: Tough Guys Don't Dance) von Norman Mailer
- Who’s That Girl (OT: Who’s That Girl?) von Ken Finleman, Andrew Smith

### 1989
- Cocktail (OT: Cocktail) von Heywood Gould

Außerdem nominiert:
- Heiß auf Trab (OT: Hot To Trot) von Hugo Gilbert, Steven Neigher, Charlie Peters
- Mick, mein Freund vom anderen Stern (OT: Mac And Me) von Steve Feke, Stewart Raffill
- Rambo III (OT: Rambo III) von Sheldon Lettich, Sylvester Stallone
- Willow (OT: Willow) von Bob Dolman

## Schlechtestes Drehbuch 1990 bis 1999

### 1990
- Harlem Nights (OT: Harlem Nights) von Eddie Murphy

Außerdem nominiert:
- Karate Kid III – Die letzte Entscheidung (OT: Karate Kid III) von Robert Mark Kamen
- Road House (OT: Road House) von Hillary Henkin, David Lee Henry
- Star Trek V: Am Rande des Universums (OT: Star Trek V – The Final Frontier) von David Loughery
- Tango und Cash (OT: Tango & Cash) von Randy Feldman

### 1991
- Ford Fairlane – Rock ’n’ Roll Detective (OT: The Adventures of Ford Fairlane) von David Arnott, James Cappe, Daniel Waters

Außerdem nominiert:
- Fegefeuer der Eitelkeiten (OT: The Bonfire Of The Vanities) von Michael Christopher
- Mein Geist will immer nur das Eine … (OT: Ghosts Can't Do It) von John Derek
- Graffiti Bridge (OT: Graffiti Bridge) von Prince
- Rocky V (OT: Rocky V) von Sylvester Stallone

### 1992
- Hudson Hawk – Der Meisterdieb (OT: Hudson Hawk) von Steven E. DeSouza, Daniel Waters

Außerdem nominiert:
- Cool As Ice (OT: Cool As Ice) von David Stenn
- Die Show am Rande des Wahnsinns (OT: Dice Rules) von Andrew Dice Clay
- Valkenvania – Die wunderbare Welt des Wahnsinns (OT: Nothing But Trouble) von Dan Aykroyd
- Rückkehr zur blauen Lagune (OT: Return To The Blue Lagoon) von Leslie Stevens

### 1993
- Stop! Oder meine Mami schießt! (OT: Stop! Or My Mom Will Shoot!) – William Davies, William Osborne, Blake Snyder

Außerdem nominiert:
- Bodyguard (OT: The Bodyguard) von Lawrence Kasdan
- Christopher Columbus – Der Entdecker (OT: Christopher Columbus: The Discovery) von Cay Bates, John Briley, Mario Puzo
- Eiskalte Leidenschaft (OT: Final Analysis) von Wesley Strick
- Wie ein Licht in dunkler Nacht (OT: Shining Through) von David Seltzer

### 1994
- Ein unmoralisches Angebot (OT: Indecent Proposal) von Amy Holden Jones

Außerdem nominiert:
- Body of Evidence (OT: Body of Evidence) von Brad Mirman
- Cliffhanger – Nur die Starken überleben (OT: Cliffhanger) von Michael France, Sylvester Stallone
- Last Action Hero, Alternativtitel Der letzte Action Held (OT: Last Action Hero) von David Arnott, Shane Black
- Sliver (OT: Sliver) von Joe Eszterhas

### 1995
- Flintstones – Die Familie Feuerstein (OT: The Flintstones) von Tom S. Parker, Jim Jennewein, Steven E. DeSouza

Außerdem nominiert:
- Color of Night (OT: Color Of Night) von Matthew Chapman, Billy Ray
- Taschengeld (OT: Milk Money) von John Mattson
- North, Alternativtitel Eltern nach Maß (OT: North) von Alan Zweibel und Andrew Sheinman
- Auf brennendem Eis (OT: On Deadly Ground) von Ed Horowitz, Rubin U. Russin

### 1996
- Showgirls (OT: Showgirls) von Joe Eszterhas

Außerdem nominiert:
- Congo (OT: Congo) von John Patrick Shanley
- Was ist Pat? (OT: It’s Pat!) von Jim Emerson, Stephen Hibbert, Julia Sweeney
- Jade (OT: Jade) von Joe Eszterhas
- Der scharlachrote Buchstabe (OT: The Scarlet Letter) von Douglas Day Stewart

### 1997
- Striptease (OT: Striptease) von Andrew Bergman

Außerdem nominiert:
- Barb Wire (OT: Barb Wire) von Ilene Chaiken, Chuck Pfarrer
- Ed – Die affenstarke Sportskanone (OT: Ed) von David Mickey Evans
- DNA – Die Insel des Dr. Moreau, Alternativtitel DNA – Experiment des Wahnsinns (OT: The Island Of Dr. Moreau) von Ron Hutchinson, Richard Stanley
- Eine Familie zum Kotzen (OT: The Stupids) von Brent Forrester

### 1998
- Postman (OT: The Postman) von Brian Helgeland, Eric Roth

Außerdem nominiert:
- Anaconda (OT: Anaconda) von Hans Bauer, Jim Cash, Jack Epps, Jr.
- Batman & Robin (OT: Batman & Robin) von Akiva Goldsman
- Vergessene Welt: Jurassic Park (OT: The Lost World: Jurassic Park) von David Koepp
- Speed 2 (OT: Speed 2: Cruise Control) von Randall McCormick, Jeff Nathanson

### 1999
- Fahr zur Hölle Hollywood, Alternativtitel Die Hölle von Hollywood (OT: An Alan Smithee Film: Burn Hollywood Burn) von Joe Eszterhas

Außerdem nominiert:
- Armageddon – Das jüngste Gericht (OT: Armageddon) von J. J. Abrams, Jonathan Hensleigh
- Mit Schirm, Charme und Melone (OT: The Avengers) von Don MacPherson
- Godzilla (OT: Godzilla) von Dean Devlin, Roland Emmerich
- Spiceworld – Der Film (OT: Spice World) von Kim Fuller

## Schlechtestes Drehbuch 2000 bis 2009

### 2000
- Wild Wild West (OT: Wild Wild West) von Brent Maddock, Jeffrey Price, Peter S. Seaman, S. S. Wilson

Außerdem nominiert:
- Big Daddy (OT: Big Daddy) von Steve Franks, Tim Herlihy, Adam Sandler
- Das Geisterschloss (OT: The Haunting) von David Self
- Mod Squad – Cops auf Zeit (OT: The Mod Squad) von Stephen Kay, Kate Lanier, Scott Silver
- Star Wars: Episode I – Die dunkle Bedrohung (OT: Star Wars: Episode I – The Phantom Menace) von George Lucas

### 2001
- Battlefield Earth – Kampf um die Erde (OT: Battlefield Earth) von Corey Mandell, J.D. Shapiro

Außerdem nominiert:
- Blair Witch 2 (OT: Book Of Shadows – Blair Witch 2) von Daniel Myrick, Eduardo Sánchez, Dick Beebe, Joe Berlinger
- Der Grinch (OT: How the Grinch Stole Christmas) von Jeffrey Price, Peter S. Seaman
- Little Nicky – Satan Junior (OT: Little Nicky) von Steven Brill, Tim Herlihy, Adam Sandler
- Ein Freund zum Verlieben (OT: The Next Best Thing) von Tom Ropelewski

### 2002
- Freddy Got Fingered (OT: Freddy Got Fingered) von Tom Green, Derek Harvie

Außerdem nominiert:
- Driven (OT: Driven) von Jan Skrentny, Sylvester Stallone, Neal Tabachnick
- Glitter – Glanz eines Stars (OT: Glitter) von Kate Lanier, Cheryl L. West
- Pearl Harbor (OT: Pearl Harbor) von Randall Wallace
- Crime is King (OT: 3000 Miles To Graceland) von Demian Lichtenstein, Richard Recco

### 2003
- Star Wars: Episode II – Angriff der Klonkrieger (Star Wars: Episode II – Attack Of The Clones) von Jonathan Hales, George Lucas

Außerdem nominiert:
- Pluto Nash – Im Kampf gegen die Mondmafia (The Adventures of Pluto Nash) von Neil Cuthbert
- Not a Girl (Crossroads) von Shonda Rhimes
- Roberto Benignis Pinocchio (Pinocchio) von Vincenzo Cerami, Roberto Benigni
- Stürmische Liebe – Swept Away (Swept Away) von Guy Ritchie

### 2004
- Liebe mit Risiko – Gigli (OT: Gigli) von Martin Brest

Außerdem nominiert:
- Ein Kater macht Theater (OT: The Cat In The Hat) von Alec Berg, David Mandel, Jeff Schaffer
- 3 Engel für Charlie – Volle Power (OT: Charlie’s Angels: Full Throttle) von John August, Cormac Wibberley, Marianne Wibberley
- Dumm und dümmerer (OT: Dumb and Dumberer: When Harry Met Lloyd) von Robert Brener, Troy Miller
- Justin & Kelly: Beachparty der Liebe (OT: From Justin to Kelly) von Kim Fuller

### 2005
- Catwoman (OT: Catwoman) von John Brancato, Michael Ferris, Theresa Rebeck, John Rogers

Außerdem nominiert:
- Alexander (OT: Alexander) von Laeta Kalogridis, Christopher Kyle, Oliver Stone
- Superbabies: Baby Geniuses 2 von Gregory Poppen
- Wie überleben wir Weihnachten? (OT: Surviving Christmas) von Harry Elfont, Deborah Kaplan, Joshua Sternin, Jeffrey Ventimilia
- White Chicks (OT: White Chicks) von Xavier Cook, Andy McElfresh, Michael Anthony Snowden, Keenen Ivory Wayans, Marlon Wayans, Shawn Wayans

### 2006
- Dirty Love (OT: Dirty Love) von Jenny McCarthy

Außerdem nominiert:
- Verliebt in eine Hexe (OT: Bewitched) von Delia Ephron, Nora Ephron, Adam McKay
- Deuce Bigalow: European Gigolo (OT: Deuce Bigalow: European Gigolo) von Rob Schneider, David Garrett, Jason Ward
- Ein Duke kommt selten allein (OT: The Dukes of Hazzard) von John O’Brien
- Die Maske 2: Die nächste Generation (OT: Son of the Mask) von Lance Khazei

### 2007
- Basic Instinct – Neues Spiel für Catherine Tramell (OT: Basic Instinct 2) von Leora Barish und Henry Bean, basierend auf von Joe Eszterhas entworfenen Figuren

Außerdem nominiert:
- BloodRayne (OT: BloodRayne) von Guinevere Turner, basierend auf einem Videospiel
- Das Mädchen aus dem Wasser (OT: Lady In The Water) von M. Night Shyamalan
- Little Man (OT: Little Man) von Keenen Ivory Wayans, Marlon Wayans und Shawn Wayans
- The Wicker Man (OT: Wicker Man) adaptiert von Neil LaBute, basierend auf einem Drehbuch von Anthony Schaffer

### 2008
- Ich weiß, wer mich getötet hat (OT: I Know Who Killed Me) von Jeff Hammond

Außerdem nominiert:
- Der Kindergarten Daddy 2: Das Feriencamp (OT: Daddy Day Camp) von Geoff Rodkey, David J. Stem und David N. Weiss
- Fantastic Movie (OT: Epic Movie) von Jason Friedberg und Aaron Seltzer
- Chuck und Larry – Wie Feuer und Flamme (OT: I Now Pronounce You Chuck & Larry) von Barry Fanaro, Alexander Payne und Jim Taylor
- Norbit (OT: Norbit) von Eddie Murphy, Charlie Murphy, Jay Sherick und David Ronn

### 2009
- Der Love Guru (OT: The Love Guru) von Mike Myers und Graham Gordy

Außerdem nominiert:
- Disaster Movie (OT: Disaster Movie) und Meine Frau, die Spartaner und ich (OT: Meet the Spartans) von Jason Friedberg und Aaron Seltzer
- The Happening (OT: The Happening) von M. Night Shyamalan
- The Hottie & the Nottie – Liebe auf den zweiten Blick (OT: The Hottie & the Nottie) von Heidi Ferrer
- Schwerter des Königs – Dungeon Siege (OT: In the Name of the King: A Dungeon Siege Tale) von Doug Taylor

## Schlechtestes Drehbuch 2010 bis 2019

### 2010
- Transformers – Die Rache von Ehren Kruger, Alex Kurtzman und Roberto Orci

Außerdem nominiert:
- Verrückt nach Steve von Kim Barker
- G.I. Joe – Geheimauftrag Cobra von Stuart Beattie, David Elliot und Paul Lovett
- Die fast vergessene Welt von Chris Henchy und Dennis McNicholas
- New Moon – Biss zur Mittagsstunde von Melissa Rosenberg

### 2011
- Die Legende von Aang von M. Night Shyamalan

Außerdem nominiert:
- Meine Frau, unsere Kinder und ich von John Hamburg und Larry Stuckey
- Sex and the City 2 von Michael Patrick King
- Eclipse – Biss zum Abendrot von Melissa Rosenberg
- Beilight – Bis(s) zum Abendbrot von Jason Friedberg und Aaron Seltzer

### 2012
- Jack und Jill von Adam Sandler, Ben Zook, Steve Koren und Robert Smigel

Außerdem nominiert:
- Bucky Larson: Born to Be a Star von Adam Sandler, Allen Covert und Nick Swardson
- Happy New Year von Katherine Fugate
- Transformers 3 von Ehren Kruger
- Breaking Dawn – Biss zum Ende der Nacht, Teil 1 von Melissa Rosenberg

### 2013
- Der Chaos-Dad von David Caspe, Adam Sandler, Tim Herlihy, Robert Smigel, David Wain und Ken Marino

Außerdem nominiert:
- Atlas Shrugged II: The Strike von Duke Sandefur, Brian Patrick O’Toole und Duncan Scott
- Battleship von Jon und Erich Hoeber
- Breaking Dawn – Biss zum Ende der Nacht, Teil 2 von Melissa Rosenberg und Stephenie Meyer
- Noch tausend Worte von Steve Koren

### 2014
- Movie 43 von Steve Baker, Ricky Blitt, Will Carlough, Tobias Carlson, Jacob Fleisher, Patrik Forsberg, Will Graham, James Gunn, Claes Kjellstrom, Jack Kukoda, Bob Odenkirk, Bill O’Malley, Matthew Alec Portenoy, Greg Pritikin, Rocky Russo, Olle Sarri, Elizabeth Wright Shapiro, Jeremy Sosenko, Jonathan van Tulleken und Jonas Wittenmark

Außerdem nominiert:
- After Earth von M. Night Shyamalan, Gary Whitta und Will Smith
- Kindsköpfe 2 von Adam Sandler, Tim Herlihy und Fred Wolf
- Lone Ranger von Justin Haythe, Ted Elliott und Terry Rossio
- A Madea Christmas von Tyler Perry

### 2015
- Saving Christmas von Darren Doane und Cheston Hervey

Außerdem nominiert:
- Left Behind von Paul LaLonde und John Patus
- Sex Tape von Kate Angelo, Jason Segel und Nicholas Stoller
- Teenage Mutant Ninja Turtles von Josh Appelbaum, André Nemec und Evan Daugherty
- Transformers: Ära des Untergangs von Ehren Kruger

### 2016
- Fifty Shades of Grey von Kelly Marcel

Außerdem nominiert:
- Fantastic Four von Jeremy Slater, Simon Kinberg und Josh Trank
- Jupiter Ascending von den Wachowskis
- Der Kaufhaus Cop 2 von Nick Bakay und Kevin James
- Pixels von Tim Herlihy und Timothy Dowling

### 2017
- Batman v Superman: Dawn of Justice von Chris Terrio und David S. Goyer

Außerdem nominiert:
- Dirty Grandpa von John M. Phillips
- Gods of Egypt von Matt Sazama und Burk Sharpless
- Hillary’s America: The Secret History of the Democratic Party von Dinesh D’Souza und Bruce Schooley
- Independence Day: Wiederkehr von Dean Devlin, Roland Emmerich, James Vanderbilt, James A. Woods und Nicolas Wright
- Suicide Squad von David Ayer

### 2018
- Emoji – Der Film von Tony Leondis, Eric Siegel und Mike White

Außerdem nominiert:
- Baywatch von Damian Shannon und Mark Swift
- Fifty Shades of Grey – Gefährliche Liebe von Niall Leonard
- Die Mumie von David Koepp, Christopher McQuarrie und Dylan Kussman
- Transformers: The Last Knight von Art Marcum, Matt Holloway und Ken Nolan

### 2019
- Fifty Shades of Grey – Befreite Lust von Niall Leonard

Außerdem nominiert:
- Death of a Nation von Dinesh D'Souza und Bruce Schooley
- Gotti von Lem Dobbs und Leo Rossi
- The Happytime Murders von Todd Berger
- Winchester – Das Haus der Verdammten von Peter und Michael Spierig und Tom Vaughan

## Schlechtestes Drehbuch seit 2020

### 2020
- Cats von Lee Hall und Tom Hooper

Außerdem nominiert:
- The Haunting of Sharon Tate von Daniel Farrands
- Hellboy – Call of Darkness von Andrew Cosby
- A Madea Family Funeral von Tyler Perry
- Rambo: Last Blood von Matthew Cirulnick und Sylvester Stallone

### 2021
- Tomasz Klimala für 365 Tage

Außerdem nominiert:
- William Butler und Kent Roudebush für alle drei „Barbie-&-Kendra“-Filme
- Stephen Gaghan, Chris McKay und Thomas Shepherd für Die fantastische Reise des Dr. Dolittle
- Jeff Wadlow, Christopher Roach und Jillian Jacobs für Fantasy Island
- Vanessa Taylor für Hillbilly-Elegie

### 2022
- Joe DiPietro und David Bryan für Diana: Das Musical

Außerdem nominiert:
- Kurt Wimmer und Robert Henry für The Misfits – Die Meisterdiebe
- „Coke“ Daniels für Karen
- Tracy Letts für The Woman in the Window
- Sally Collett und John Wrathall als Hauptautoren für Twist

### 2023
- Andrew Dominik für Blond

Außerdem nominiert:
- Emily Carmichael & Colin Trevorrow für Jurassic World: Ein neues Zeitalter
- Machine Gun Kelly & Mod Sun für Good Mourning
- Matt Sazama & Burk Sharpless für Morbius
- Robert Zemeckis & Chris Weitz für Pinocchio

### 2024
- Rhys Frake-Waterfield für Winnie the Pooh: Blood and Honey

Außerdem nominiert:
- David Gordon Green & Peter Sattler für Der Exorzist – Bekenntnis
- Kurt Wimmer, Tad Daggerhart & Max Adams für The Expendables 4
- Jez Butterworth, John-Henry Butterworth, David Koepp & James Mangold für Indiana Jones und das Rad des Schicksals
- Henry Gayden & Chris Morgan für Shazam! Fury of the Gods

### 2025
- Matt Sazama, Burk Sharpless, Claire Parker & S. J. Clarkson für Madame Web

Außerdem nominiert:
- Todd Phillips & Scott Silver für Joker: Folie à Deux
- Richard Wenk, Art Marcum & Matt Holloway für Kraven the Hunter
- Francis Ford Coppola für Megalopolis
- Howard Klausner & Jonas McCord für Reagan